# Manny Lagos
Manuel Lagos, né le 11 juin 1971 à Saint-Paul dans le Minnesota, est un ancien joueur international américain de soccer ayant joué au poste de milieu de terrain, avant de devenir entraîneur et directeur sportif.

## Biographie

### Carrière de joueur

#### Carrière en sélection
Avec l'équipe des États-Unis, il joue trois rencontres (pour aucun but inscrit) entre 2001 et 2003. Il figure notamment dans le groupe des sélectionnés lors de la Gold Cup de 2002.
Il participe également aux JO de 1992.

## Palmarès
| Columbus Crew - Major League Soccer (1) : - Champion : 2004. |  | États-Unis - Gold Cup (1) : - Vainqueur : 2002. |